# Голливудский мусор
«Голливудский мусор» (англ. Garbage) — полнометражный комедийный художественный фильм, дебютная работа режиссёра Фила Волкена.
Премьерный показ фильма состоялся 5 октября 2011 года в Китайском театре Граумана в Голливуде. Это первый случай, когда премьерный показ малобюджетного фильма состоялся в этом кинотеатре, где обычно проходят премьеры блокбастеров.

## Сюжет
Два товарища по профессии, мусорщики, обслуживающие Беверли-Хиллз, разгружая свой мусоровоз на свалке, находят статуэтку «Оскара». Падкие на сенсации репортёры «раскручивают» новость, и героям начинает казаться, что они — настоящие звёзды: Опра Уинфри хочет пригласить их на своё телешоу, Бен Стиллер — приобрести права на их историю, идут разговоры о съёмках фильма… Однако их звёздные мечты рушатся в одночасье, когда интерес прессы переключается на следующий по очереди голливудский скандал.
По словам режиссёра, «фильм не о том, что Голливуд — это мусор, а о том, что он делает с людьми. Тысячи человек приезжают туда с мечтой стать знаменитыми, но жизнь ломает их и выбрасывает, отсюда и название — „Голливудский мусор“».

## В ролях
| Актёр          | Роль                           |
| -------------- | ------------------------------ |
| Джед Рис       | водитель мусоровоза Ленни Итон |
| Джон Хак       | мусорщик Эбботт Смит           |
| Майкл Мэдсен   | камео                          |
| Уильям Болдуин | камео                          |
| Дэрил Ханна    | камео                          |
| Стивен Бауэр   | камео                          |
| Аланна Юбак    | менеджер Кейси Сигел           |
| Шанди Финнесси | официантка Мэрилин             |
| Бри Кондон     | официантка Джессика            |
| Тим Колсери    | голливудский продюсер          |

## Съёмочная группа[9]
- Автор сценария: Фил Волкен
- Режиссёр-постановщик: Фил Волкен
- Оператор-постановщик: Джозеф Арена
- Художник-постановщик: Макс Максимович
- Художник по костюмам: Аква Кэтлин
- Композитор: Гэд Имайл Зейтюн
- Звукорежиссёр: Рональд Инг
- Режиссёр: Фабьен Хемилайн
- Продюсеры: Владимир Алеников, Алина Шрайбман
- Сопродюсер: Александр Голутва
- Ассоциативный продюсер: Аркадий Зильберман

## Участие в фестивалях и награды

### 2012
- Третий Одесский международный кинофестиваль[2]
- 34-й Московский международный кинофестиваль
- 16-й Hollywood Film Festival[10] — лучший полнометражный фильм[11][12]
- WorldFest-Houston International Film Festival — лучший актёр (Джед Риз)[13][14], лучшая полнометражная комедия[14][15]
- Action On Film International Film Festival — лучшая полнометражная комедия[16]

## Интересные факты
- По словам Фила Волкена, Майкл Мэдсен на съёмках попросил нож и, разговаривая с мусорщиками, первое время тыкал в их сторону ножом. Как объяснил актёр, «я редко снимаюсь в комедиях, у меня всё время в руках либо сигарета, либо пушка. Мне нужен реквизит, оружие в руке — иначе мне не по себе»[6][7][17].
- Просмотр фильма на Третьем Одесском международном кинофестивале вынужденно прервался примерно через 15 минут после его начала из-за сбоя в энергоснабжении, что организаторы называют случаем из ряда вон выходящим[18].
- Владимир Алеников, отец Филиппа Волкена, появляется в одном из эпизодов фильма в роли оператора[19].